# 菱里村
菱里村（ひしざとむら）は、かつて新潟県東頸城郡にあった村。

## 沿革
- 1901年（明治34年）11月1日 - 東頸城郡船倉村、豊坂村、真荻平村、須川村が合併し、菱里村が発足。
- 1955年（昭和30年）3月31日 - 東頸城郡安塚村（一部）、小黒村と合併し、安塚村を新設して消滅。